# Rapid City (Michigan)
Pour les articles homonymes, voir Rapid City (homonymie).
Rapid City est un secteur non constitué en municipalité située dans l'État du Michigan aux États-Unis.